# 229425 Grosspointner
229425 Grosspointner è un asteroide della fascia principale. Scoperto nel 2005, presenta un'orbita caratterizzata da un semiasse maggiore pari a 2,6383924 UA e da un'eccentricità di 0,1591431, inclinata di 2,68563° rispetto all'eclittica.